# (6376) Schamp
(6376) Schamp (1987 KD1) – planetoida z pasa głównego asteroid okrążająca Słońce w ciągu 4,13 lat w średniej odległości 2,57 j.a. Odkryta 29 maja 1987 roku.